# Astragalus farsicus
Astragalus farsicus es una especie de planta del género Astragalus, de la familia de las leguminosas, orden Fabales.

## Distribución
Astragalus farsicus se distribuye por Irán.

## Taxonomía
Fue descrita científicamente por Sirj. & Rech. fil. Fue publicada en Anz. Österr. Akad. Wiss., Math.-Naturwiss. Kl. 91: 162 (1954).